# Гербер-Лас Флорес (Калифорнија)
Гербер-Лас Флорес (енгл. Gerber-Las Flores) град је у америчкој савезној држави Калифорнија.

## Демографија
По попису из 2000. године број становника је 1.389.
| Група             | 2000.       | 2010.    |
| Белци             | 720 (51,8%) | 0 (0,0%) |
| Афроамериканци    | 6 (0,4%)    | 0 (0,0%) |
| Азијати           | 5 (0,4%)    | 0 (0,0%) |
| Хиспаноамериканци | 569 (41,0%) | 0 (0,0%) |
| Укупно            | 1.389       | 0        |